# Arthur Moncla
Arthur Moncla (1986) è un attore francese.

## Biografia
Fra le sue partecipazioni una fra le più importanti fu Arnaud in Juste un peu de réconfort, che gli valse il premio come miglior attore al Festival international du court métrage de Clermont-Ferrand.

## Filmografia
- Les attaches fines (2002) Mediometraggio
- Le Dirlo: Lucie (2003) Film TV
- Une famille à tout prix (2003) Film TV
- Juste un peu de réconfort (Juste un peu de réconfort...), regia di Armand Lameloise (2004) Mediometraggio
- Procès de famille (2004) Film TV
- La bonté d'Alice (2004) Film TV
- Coup de vache (2004) Film TV
- La maison de Nina (2005)
- S.O.S. 18, nell'episodio "Fils caché" (2007)
- Elles, regia di Małgorzata Szumowska (2011)
- Blind man, regia di Xavier Palud (2012)